# Hacqueville
Hacqueville é uma comuna francesa na região administrativa da Normandia, no departamento de Eure. Estende-se por uma área de 9,68 km². Em 2010 a comuna tinha 440 habitantes (densidade: 45,5 hab./km²).